# Установка МТБЕ у Самарі
Установка МТБЕ у Самарі — складова Кубишевського нафтопереробного заводу (Самарська область Росії), яка має здійснювати випуск високооктанової паливної присадки — метилтретинного бутилового етеру (MTBE).
У 2016 році на Куйбишевському НПЗ ввели в дію установку каталітичного крекінгу, що, зокрема, продукує великі обсяги бутан-бутиленової фракції. Одним з компонентів останньої є ізобутилен, реакцією якого з метанолом можливо отримувати MTBE. Як наслідок, одночасно з установкою каталітичного крекінгу запустили установку з виробництва MTBE потужністю 40 тисяч тонн на рік.
Другий необхідний для виробництва компонент – метанол – придбавається на ринку із доставкою залізницею.